# Robert Oppenheim
Hugo Rudolf Otto Robert Oppenheim (* 9. Juli 1882 in Charlottenburg; † 25. August 1956 in North Conway, New Hampshire, USA) war ein deutscher Privatbankier.

## Leben
Robert Oppenheim wurde als fünftes von sechs Kindern und erster Sohn des Bankiers Hugo Oppenheim und der Anna Oppenheim (1849–1931), Tochter des Bankiers Rudolph Oppenheim, geboren. Sein Vater war zunächst Teilhaber der Privatbank Robert Warschauer & Co. gewesen. Nach deren Übernahme durch die Darmstädter Bank für Handel und Industrie und einer vertraglich vereinbarten Pause von sieben Jahren gründete Hugo Oppenheim 1912 das Bankhaus Hugo Oppenheim & Sohn mit sich und seinem Sohn als Teilhaber. Die Bank hatte ihren Sitz in Berlin-Mitte, Unter den Linden 78 und zog 1919 in das Gebäude Pariser Platz 1. Nach dem Tod des Vaters 1921 führte Robert Oppenheim die Bank mit anderen Teilhabern weiter. Sie geriet aber im Rahmen der Bankenkrise von 1931 in Schwierigkeiten und musste 1932 in Liquidation gehen. Die überlebensfähigen Teile des Bankgeschäfts wurden an die Familie von Mendelssohn Bartholdy verkauft und unter der neuen Firma Hugo Oppenheim & Sohn Nachf. weitergeführt. Robert Oppenheim lebte in den Folgejahren vom Rest seines ererbten Privatvermögens und war gezwungen, nach und nach seine Kunstsammlung zu verkaufen.
Robert Oppenheim emigrierte im Frühjahr 1940 zusammen mit seiner dritten Ehefrau und den beiden gemeinsamen Kindern in die USA, wobei er seinen Familiennamen zu „Opton“ änderte. Die Optons ließen sich schließlich in der Kearsarge Street in North Conway nieder, wo sie ein kleines Gasthaus, genannt „The Gables“, betrieben.

## Privatleben
1913 heiratete Robert Oppenheim Charlotte Simon (1894–1969), Tochter des Textilkaufmanns Eduard Simon. 1917 kam der Sohn Hugo Oppenheim, später Opton (1917–1989) zur Welt. Die Ehe wurde 1921 geschieden. Kurz darauf heiratete Oppenheim die aus einer Medizinerfamilie in Frankfurt/Main stammende Marie Pinner (1891–1979), mit der er den Sohn Alexander Oppenheim, später Oldham (1925–2010) hatte. Auch diese Ehe wurde geschieden, und 1931 ehelichte Oppenheim Ehrentraut Petersen, geb. von Ilberg (1901–1962). Sie gebar ihm die Zwillinge Imogene und Roberta Oppenheim, später Opton (* 25. April 1932).